# Motte Bollerberg

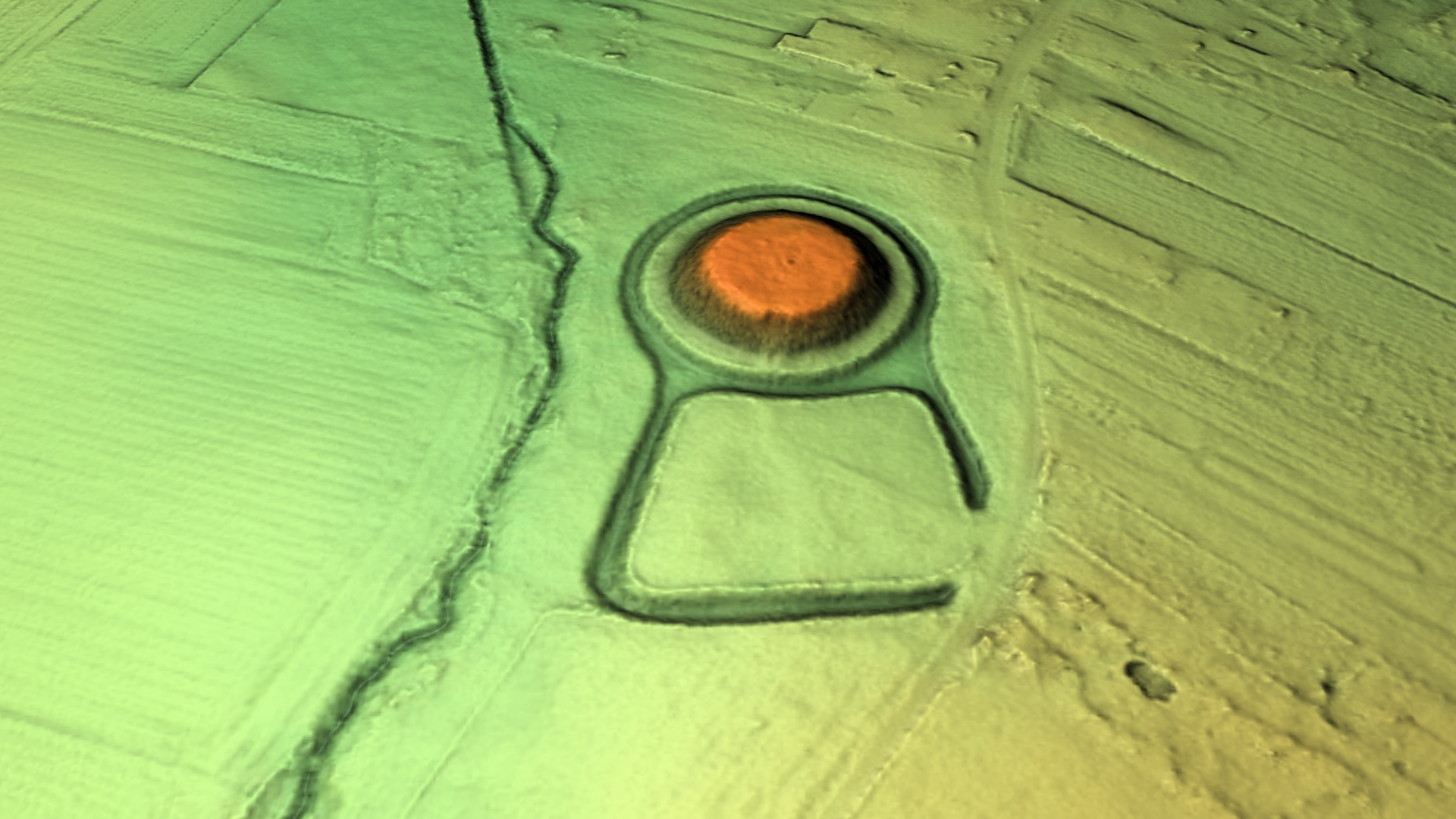
3D-Ansicht des digitalen Geländemodells

Die Motte Bolleberg ist der eindrucksvolle Überrest einer zweiteiligen Holz-Erdeburg (Turmhügelburg) am westlichen Ortsrand von Brüggelchen (Bollbergstraße), einem Ortsteil der Gemeinde Waldfeucht im Kreis Heinsberg in Nordrhein-Westfalen, bestehend aus einem Kegelstumpf von etwa 50 Metern Durchmesser an der Basis und der unregelmäßigen Trapezform einer vorgelagerten Vorburgfläche von etwa 50 × 50 Metern, die von Gräben umzogen werden.
Die Mottenanlage war, entgegen verbreiteter, inzwischen überholter Zuschreibungen, die auf Heimatforscher des frühen 20. Jahrhunderts zurückgehen, keine „Fliehburg“ aus der Zeit der Normanneneinfälle im 9. Jahrhundert, sondern ein befestigtes Hofgut aus dem 12./13. Jahrhundert.
Die Burganlage hat im Laufe der Zeit verschiedene Störungen durch Abgrabungen, Nutzung als Schießstand und so weiter sowie eine nicht sachgemäße Wiederherstellung in den 1980er Jahren erfahren, ist jedoch von ihrer Lage und Erschließung eine bekannte touristische Attraktion geworden.